# Ozero Spory
Ozero Spory (ryska: Озеро Споры) är en sjö i Belarus.   Den ligger i voblasten Vitsebsks voblast, i den norra delen av landet, 140 km norr om huvudstaden Minsk. Ozero Spory ligger 135 meter över havet. Arean är 0,47 kvadratkilometer. Den sträcker sig 1,1 kilometer i nord-sydlig riktning, och 0,8 kilometer i öst-västlig riktning.
Omgivningarna runt Ozero Spory är en mosaik av jordbruksmark och naturlig växtlighet. Runt Ozero Spory är det ganska glesbefolkat, med 22 invånare per kvadratkilometer.